# Fields of Gold
Fields Of Gold is een nummer van de Britse zanger Sting. Het nummer staat op het album Ten Summoner's Tales uit 1993. Op 6 juni van dat jaar werd het nummer op single uitgebracht.

## Achtergrond
Onder anderen Eva Cassidy en The Petersens hebben dit nummer gecoverd.
De plaat werd een hit in Europa, Canada en de Verenigde Staten. In Stings' thuisland het Verenigd Koninkrijk bereikte de single de 16e positie in de UK Singles Chart en in Ierland de 22e. In Canada bereikte de plaat zelfs de 2e positie in de hitlijst. In de Verenigde Staten bereikte de single de 23e positie van de Billboard Hot 100.
In Nederland werd de plaat destijds veel gedraaid op Radio 3 en werd een radiohit. Vreemd genoeg bereikte de plaat de Nederlandse Top 40 niet, maar bleef steken in de Tipparade. Wél bereikte de plaat de 44e positie in de destijds nieuwe publieke hitlijst op Radio 3; de Mega Top 50.
In België behaalde de plaat géén notering in zowel de voorloper van de Vlaamse Ultratop 50 als de Vlaamse Radio 2 Top 30 en de Waalse hitlijst.
Sinds de allereerste editie in december 1999 staat de plaat onafgebroken genoteerd in de jaarlijkse NPO Radio 2 Top 2000 van de Nederlandse publieke radiozender NPO Radio 2, met als hoogste notering een 121e positie in 2023.

## Hitnoteringen

### NPO Radio 2 Top 2000
| Nummers met noteringen in de NPO Radio 2 Top 2000 | '99 | '00 | '01 | '02 | '03 | '04 | '05  | '06 | '07 | '08 | '09 | '10 | '11 | '12 | '13 | '14 | '15 | '16 | '17 | '18 | '19 | '20 | '21 | '22 | '23 | '24 |
| ------------------------------------------------- | --- | --- | --- | --- | --- | --- | ---- | --- | --- | --- | --- | --- | --- | --- | --- | --- | --- | --- | --- | --- | --- | --- | --- | --- | --- | --- |
| Fields of Gold (Sting)                            | 530 | 451 | 379 | 283 | 265 | 303 | 349  | 276 | 266 | 273 | 353 | 278 | 227 | 198 | 127 | 157 | 176 | 161 | 183 | 188 | 178 | 157 | 163 | 162 | 121 | 133 |
| Fields of Gold (Eva Cassidy)                      | -   | -   | -   | -   | -   | -   | 1086 | 514 | 301 | 728 | 377 | 319 | 311 | 373 | 227 | 322 | 354 | 444 | 535 | 584 | 625 | 698 | 655 | 647 | 558 | 675 |

1. ↑  Een '-' betekent dat het nummer niet was genoteerd en een vetgedrukt getal geeft de hoogste notering van een nummer aan.

### Evergreen Top 1000
| Evergreen Top 1000 "Fields of Gold" (Sting) | Evergreen Top 1000 "Fields of Gold" (Sting) | Evergreen Top 1000 "Fields of Gold" (Sting) | Evergreen Top 1000 "Fields of Gold" (Sting) | Evergreen Top 1000 "Fields of Gold" (Sting) | Evergreen Top 1000 "Fields of Gold" (Sting) | Evergreen Top 1000 "Fields of Gold" (Sting) | Evergreen Top 1000 "Fields of Gold" (Sting) | Evergreen Top 1000 "Fields of Gold" (Sting) | Evergreen Top 1000 "Fields of Gold" (Sting) | Evergreen Top 1000 "Fields of Gold" (Sting) | Evergreen Top 1000 "Fields of Gold" (Sting) | Evergreen Top 1000 "Fields of Gold" (Sting) | Evergreen Top 1000 "Fields of Gold" (Sting) | Evergreen Top 1000 "Fields of Gold" (Sting) | Evergreen Top 1000 "Fields of Gold" (Sting) | Evergreen Top 1000 "Fields of Gold" (Sting) |
| Jaar                                        | 2008                                        | 2009                                        | 2010                                        | 2011                                        | 2012                                        | 2013                                        | 2014                                        | 2015                                        | 2016                                        | 2017                                        | 2018                                        | 2019                                        | 2020                                        | 2021                                        | 2022                                        | 2023                                        |
| ------------------------------------------- | ------------------------------------------- | ------------------------------------------- | ------------------------------------------- | ------------------------------------------- | ------------------------------------------- | ------------------------------------------- | ------------------------------------------- | ------------------------------------------- | ------------------------------------------- | ------------------------------------------- | ------------------------------------------- | ------------------------------------------- | ------------------------------------------- | ------------------------------------------- | ------------------------------------------- | ------------------------------------------- |
| Positie                                     | -                                           | -                                           | -                                           | -                                           | -                                           | -                                           | -                                           | -                                           | 595                                         | 1849                                        | 448                                         | 283                                         | 269                                         | 237                                         | 303                                         | 165                                         |